# Reconnaissance (droit de la famille)
Pour les articles homonymes, voir Reconnaissance.
En droit de la famille, la reconnaissance est l’acte par lequel le déclarant dit être le parent d’un enfant, établissant ainsi la filiation de l’enfant.

## Par pays

### Belgique
Le droit de la filiation en Belgique est fondé sur le Code civil belge, issu du Code civil des Français de 1804, et modifié principalement par les deux importantes réformes de la filiation accomplies par la loi du 27 mai 1987 et la loi du 1er juillet 2006. Ainsi, le Code civil belge fait de la reconnaissance un mode subsidiaire d’établissement de la filiation, comme en droit français. Toutefois, plusieurs dispositions particulières sont propres au droit belge.

#### Règles générales

##### Modalités
La reconnaissance, en droit belge, est faite par acte authentique devant un officier d’état civil ou un notaire.
Toutefois, différent en cela du droit français, depuis la loi du 27 mai 1987 elle ne peut être effectuée par testament. Les reconnaissances par testament effectuées avant cette date demeurent néanmoins valables.
L’acte notarié de reconnaissance, à la différence de l’acte d’état civil s’il est distinct de l’acte de naissance, ne fait pas l’objet d’une mention marginale dans l’acte de naissance. L’acte restera secret, sauf si son auteur fait expressément la demande de mention marginale.
L’officier d’état civil ou le notaire qui établit la reconnaissance n’a pas compétence pour apprécier le caractère véridique ou mensonger de la déclaration. Toutefois, le caractère invraisemblable de la reconnaissance peut entrainer son rejet.

##### Délais
La reconnaissance n’étant pas un acte judiciaire, elle n’est soumise à aucun délai, comme en droit français.
Il est possible de reconnaitre un enfant simplement conçu ou un enfant décédé (avec certaines restrictions) :
« Le bénéficiaire de la reconnaissance peut être un enfant conçu ou un enfant décédé, si ce dernier a laissé une postérité. Si l’enfant est décédé sans laisser de postérité, il ne peut être reconnu que dans l’année qui suit sa naissance. »
— Code civil belge, Article 328
Selon la juriste Nicole Gallus, ces dispositions sur l’enfant décédé veulent assurer « d’exclure toute intention de recherche d’un profil successoral dans le chef de l’auteur de la reconnaissance ».

##### Obligation d’autorisation
La reconnaissance d’un enfant qui a déjà un parent légal nécessite son autorisation. L’article 329bis permet d’introduire une action tendant à autoriser la reconnaissance, nonobstant le refus de consentement du parent légal :
« La reconnaissance de l’enfant majeur ou mineur émancipé n’est recevable que moyennant son consentement préalable. […]

Si l’enfant est mineur non émancipé, la reconnaissance n’est recevable que moyennant le consentement préalable du parent à l’égard duquel la filiation est établie, ou de la mère si la reconnaissance est faite avant la naissance de l’enfant. […]

À défaut de ces consentements, le candidat à la reconnaissance cite les personnes dont le consentement est requis devant le tribunal. Les parties sont entendues en chambre du conseil. Le tribunal tente de les concilier. S’il concilie les parties, le tribunal reçoit les consentements nécessaires. À défaut de conciliation, la demande est rejetée s’il est prouvé que le demandeur n’est pas le père ou la mère biologique. Lorsque la demande concerne un enfant âgé d’un an ou plus au moment de l’introduction de la demande, le tribunal peut en outre refuser la reconnaissance si elle est manifestement contraire à l’intérêt de l’enfant. »
— Code civil belge, Article 329bis
La loi du 27 mai 1987 avait établi, par l’article 319 ancien du Code civil, une différence entre le régime de la reconnaissance de maternité et celui de la reconnaissance de paternité : la reconnaissance de maternité n’était soumise à aucune exigence de consentement, celle de paternité était soumise au consentement préalable de la mère et de l’enfant mineur de plus de quinze ans ou du seul enfant majeur.
La loi du 1er juillet 2006, en créant l’article 329bis du Code civil, a voulu établir l’équivalence des conditions posées aux reconnaissances de maternité et de paternité. Ainsi l’exigence du consentement est formulée comme s’exerçant à l’égard du parent dont la filiation est déjà établi, et à l’égard de l’enfant mineur s’il a plus de douze ans, ou du seul enfant majeur ou mineur émancipé.

##### Reconnaissance par une personne mariée
« Si la mère est mariée et que l’enfant qu’elle reconnait soit né pendant le mariage, la reconnaissance doit être portée à la connaissance de l’époux ou l’épouse. »
— Code civil belge, Article 313
Pareillement, si un homme marié conçoit un enfant avec une femme qui n’est pas son épouse, la reconnaissance doit être portée à la connaissance de son époux ou de son épouse.
La loi du 1er juillet 2006 a supprimé le droit d’opposition que le conjoint du père marié qui reconnait un enfant né d’une autre femme pouvait faire valoir pour s’opposer à l’attribution du nom patronymique à l’enfant.

#### Reconnaissance de maternité
Le Code civil, originellement, disposait que l’inscription du nom de la femme ayant accouché dans l’acte de naissance entrainait l’établissement de sa filiation uniquement si elle était mariée, l’enfant naturel nécessitant une reconnaissance, reconnaissance qui ne faisait pas entrer l’enfant dans la famille de la mère en tant qu’héritier réservataire.
La Belgique fut condamnée par la Cour européenne des droits de l’homme dans l’arrêt Marckx c. Belgique du 13 juin 1979 pour l’inégalité créée par la loi belge entre enfants légitimes et naturels, tant par les modes d’établissement de la filiation en eux-mêmes que par leurs conséquences.
Depuis la loi du 27 mai 1987, par les articles 57 et 312 du Code civil rendant obligatoire — sous peine de sanctions pénales — la mention du nom de la femme ayant accouché, cette mention suffit à établir la filiation maternelle :
« L’enfant a pour mère la personne qui est désignée comme telle dans l’acte de naissance. »
— Code civil belge, Article 312
La reconnaissance maternelle est donc aujourd’hui un mode subsidiaire d’établissement de la filiation, qui est utilisé pour tous les cas où l’article 312 ne s’applique pas :
- par la mère ayant accouché clandestinement et souhaitant se raviser ;
- par la mère ayant accouché anonymement dans un pays l’autorisant et souhaitant se raviser ;
- par la mère venant de pays dont l’organisation de l’état civil est défaillante[20] ;
- par la mère intentionnelle d’un enfant né par gestation pour autrui sans autre filiation maternelle[21] ;
- par la coparente (au sens de la loi du 5 mai 2014[22], entrée en vigueur le 1er janvier 2015) lorsque les deux femmes ne sont pas mariées.

« Si le nom de la mère n’est pas mentionné dans l’acte de naissance ou à défaut de cet acte, elle peut reconnaitre l’enfant aux conditions fixées par l’article 329bis »
— Code civil belge, Article 313
« La reconnaissance peut être faite par un mineur émancipé et par un mineur non émancipé capable de discernement. »
— Code civil belge, Article 328

#### Reconnaissance de paternité
Le premier mode d’établissement de la filiation paternelle, comme en droit français, est la présomption de paternité. Si la paternité n’a pas été établie par cette présomption, ou si celle-ci a été victorieusement contestée, elle peut l’être par reconnaissance :
« Lorsque la paternité n’est pas établie en vertu des articles 315 ou 317, ni la comaternité visée au chapitre 2/1, le père peut reconnaitre l’enfant aux conditions fixées à l’article 329bis. »
— Code civil belge, Article 319
Les articles 320 et 323, anciens, du Code civil belge autorisaient la reconnaissance volontaire — avec autorisation du tribunal — alors que la filiation paternelle était établie par présomption à l’égard du mari, mais dans des circonstances de défaut de cohabitation des époux pendant la période légale de conception.
Ces dispositions ont été supprimées par la loi du 1er juillet 2006, qui ouvre la contestation de la présomption de paternité au géniteur prétendu.

#### Action en autorisation de reconnaissance
À défaut de l’un ou l’autre des consentements exigés par la loi (hors consentement de l’enfant majeur ou mineur émancipé, cf. infra), une action en autorisation de reconnaissance de maternité, de paternité ou de coparenté est possible auprès du tribunal.
« Lorsque la demande concerne un enfant âge d’un an ou plus au moment de l’introduction de la demande, le tribunal peut en outre refuser la reconnaissance si elle est manifestement contraire à l’intérêt de l’enfant. »
— Code civil belge, Article 329bis
Tant l’âge pivot d’un an que le caractère marginal du contrôle (par l’adverbe « manifestement ») ont été censurés par la Cour constitutionnelle, pour qui l’appréciation de chaque situation revient au tribunal, au cas par cas, pour prendre en compte l’intérêt supérieur de l’enfant à se voir établir une filiation, même fondée sur un lien biologique.
L’action est soumise à deux fins de non-recevoir :
- le refus de l’enfant majeur ou mineur émancipé ;
- le caractère incestueux de la filiation (article 313) — toutefois la Cour constitutionnelle a censuré cette dernière disposition, la déclarant contraire à la Constitution[31] —, une action alimentaire restant possible.

En cas de procréation médicalement assistée avec tiers donneur masculin au sein d’un couple de sexe différent non marié, si la mère refuse de consentir à la reconnaissance par son partenaire, celui-ci ne pourra obtenir un jugement l’autorisant à passer outre un refus de consentement dès lors que sa paternité biologique est, par définition, absente.
Inversement, si le partenaire de la mère qui a conclu avec elle la convention de procréation médicalement assistée refuse, ensuite, d’assumer sa paternité, il ne pourra y être contraint.
À contrario l’article 318 protège (contre la contestation d’autrui) et oblige (contre sa propre contestation) l’homme marié :
« § 4. La demande en contestation de la présomption de paternité n’est pas recevable si le mari a consenti à l’insémination artificielle ou à un autre acte ayant la procréation pour but, sauf si la conception de l’enfant ne peut en être la conséquence. »
— Code civil belge, Article 318
À ce sujet, la juriste Nicole Gallus observe :

« Seule une réforme du droit de la filiation permettrait de sortir de ces contradictions, en introduisant dans le Code civil une disposition précisant que le consentement à la procréation médicalement assistée vaut, dans tous les cas, reconnaissance de filiation et en assurant le caractère irrévocable du consentement dès la conception de l’enfant, par l’interdiction de toute contestation si ce dernier est bien né de la procréation médicalement assistée consentie. »

— Nicole Gallus, La filiation
Pour une coparente, à défaut de recevoir les consentements requis pour un enfant mineur, une femme peut obtenir l’autorisation judiciaire de reconnaissance de comaternité si elle établit son consentement à la procréation médicalement assistée conformément à la loi du 6 juillet 2007,.
Ce qui fait dire à Nicole Gallus :

« dans la situation d’un couple lesbien, le recours à la procréation médicalement assistée réalisée dans le cadre de la loi du 6 juillet 2007 semble donc mieux protéger la filiation “conventionnelle” de l’enfant, précisément parce que toute référence à une vérité “biologique” est, en toute hypothèse, exclue. »

— Nicole Gallus, La filiation

##### En cas de viol
Un homme coupable de viol sur la personne de la mère, et non marié à celle-ci, ne peut reconnaitre l’enfant de cette femme :
« Si une action publique est intentée contre le candidat à la reconnaissance, du chef d’un fait visé à l’article 375 du Code pénal, commis sur la personne de la mère pendant la période légale de conception, la reconnaissance ne peut avoir lieu et le délai d’un an visé à l’alinéa 4 est suspendu jusqu’à ce que la décision sur l’action publique soit coulée en force de chose jugée. Si le candidat à la reconnaissance est reconnu coupable de ce chef, la reconnaissance ne peut avoir lieu et la demande d’autorisation de reconnaissance est rejetée. »
— Code civil belge, Article 329bis
Cette règle n’est pas valable pour un couple marié, où la présomption de paternité s’applique, même en cas de viol conjugal.

### France

#### Présentation générale
Que les parents soient mariés ou non, la filiation maternelle est, depuis l’ordonnance du 4 juillet 2005 entrée en vigueur le 1er juillet 2006, automatiquement établie dès lors que le nom de la parturiente figure dans l’acte de naissance.
Par contre, dès lors que les parents putatifs ne sont pas mariés entre eux, la présomption de paternité à l’égard de son compagnon ne s’applique pas. La filiation paternelle suppose dans ce cas une démarche de la part de l’homme souhaitant reconnaitre l’enfant, par une déclaration faite dans un acte authentique, devant :
- un officier d’état civil (on parle communément de reconnaissance en mairie, bien que dans certains hôpitaux publics, un officier d’état civil assure une permanence au sein du service de maternité) — la reconnaissance est insérée dans l’acte de naissance si elle est faite en même temps que la déclaration de naissance ; elle fait l’objet d’un acte particulier dans le cas contraire ;
- ou un notaire, par acte notarié, comme un testament authentique ;
- ou un tribunal (la déclaration est insérée dans le procès-verbal d’audience).

La reconnaissance peut être effectuée par un mineur ou une personne incapable majeure (tutelle, curatelle), mais elle ne peut être effectuée en cas d’inceste. Elle peut se faire avant la naissance (« déclaration sur le ventre »), lors de la déclaration de naissance et ultérieurement.
« Lorsque la filiation n’est pas établie dans les conditions prévues à la section I du présent chapitre, elle peut l’être par une reconnaissance de paternité ou de maternité, faite avant ou après la naissance.

La reconnaissance n’établit la filiation qu’à l’égard de son auteur. […] »
— Article 316 du Code civil français
S’exprimant sur l’évolution des règles de la filiation, le juriste Daniel Borrillo a déclaré : « Je suis pour la reconnaissance des enfants et pas pour la présomption ».

#### Vérité de la reconnaissance
La juriste et historienne du droit Marcela Iacub expose, qu’au XIXe siècle et au début du XXe siècle, en cas de filiation naturelle, l’exigence d’une vérité biologique n’était guère présente pour les hommes : ils pouvaient être plusieurs à reconnaitre un enfant (toutes les paternités étant valides en même temps), et, pour ce qui est la vraisemblance de l’âge, au début du XXe siècle à Paris, un homme a pu reconnaitre un enfant plus âgé que lui. Et la jurisprudence montre plusieurs cas de reconnaissance où le père n’aurait que dix, onze ou douze ans d’écart avec son enfant. Elle ajoute un cas en Indochine française en 1911 :

« un colon français (…) avait imaginé de reconnaitre le plus d’enfants qu’il pourrait comme un stratagème infaillible visant à permettre à des indigènes d’acquérir la nationalité française. Mais il s’agissait là, après tout, d’un usage très personnel de sa liberté de constituer des relations familiales. La jurisprudence considéra qu’on ne pouvait saper cette liberté, fût-ce pour mettre fin à des exceptions aussi flagrantes. »

— Iacub 2004, p. 177
Après la loi du 15 juillet 1955, il n’est plus possible pour un homme de reconnaitre valablement un enfant qui a déjà été reconnu par un autre homme. Il doit, au préalable, contester en justice la première reconnaissance. La grande réforme de la filiation opérée par la loi du 3 janvier 1972 sur la filiation consacre cette exigence de vraisemblance. Toutefois, Marcela Iacub précise :

« cette mesure ne fut guère appliquée pour traquer les paternités invraisemblables : elle servit surtout à écarter l’exception préjudicielle dans le cas de suppositions d’enfant, autrement dit, contre les “fausses mères” »

— Iacub 2004, p. 178
La reconnaissance est aujourd’hui soumise aux règles communes de contentieux. Ce qui implique aussi que la reconnaissance est le mode d’établissement de la filiation prévu pour le compagnon stérile de la mère dans le cas d’une procréation médicalement assistée hétérologue (avec tiers donneur), si les parents ne sont pas mariés (dans le cas contraire, la présomption de paternité s’applique). L’action en contestation d’une telle filiation (par une expertise biologique par exemple) se voit opposer une fin de non recevoir.

#### Lutte contre les reconnaissances de complaisance
Après l’arrêt de la Cour d'appel d'Indochine de 1911 mentionné ci-avant, l’administration coloniale obtient, dès 1918, la possibilité, pour des territoires en dehors de la France métropolitaine, de contester les reconnaissances par le ministère public (décret du 28 mars 1918 pour l’Indochine ;  décret  du  24 avril 1919  pour  les  Établissements français de l’Océanie ;  décret  du  15 décembre 1922  pour  l’Afrique-Occidentale française, la  Nouvelle-Calédonie  et  les Établissements  français  dans  l’Inde,).
Des dispositions de même type ont été appliquées à Mayotte par la loi du 24 juillet 2006 relative à l’immigration et à l’intégration, par la création des articles 2499-1 à 2499-5 du Code civil :
« Les articles 57, 62 et 316 sont applicables à Mayotte sous les réserves prévues aux articles 2499-2 à 2499-5 »
— Article 2499-1 ancien du Code civil
« Lorsqu’il existe des indices sérieux laissant présumer que la reconnaissance d’un enfant est frauduleuse, l’officier de l'état civil saisit le procureur de la République et en informe l'auteur de la reconnaissance. […] »
— Article 2499-2 ancien du Code civil
La loi du 10 septembre 2018 pour une immigration maîtrisée, un droit d’asile effectif et une intégration réussie (communément appelée « loi asile et immigration ») a introduit deux modifications du Code civil, entrées en vigueur le 1er mars 2019 : la première consiste à exiger désormais de la part des personnes qui procèdent à la reconnaissance d’un enfant (c’est-à-dire les pères, essentiellement) la production d’un document d’identité (avant cette loi, le Code civil ne prévoyait pas que la reconnaissance nécessitait la présentation d’une pièce d’identité) et d’une preuve de domicile ; la seconde la possibilité de contester les reconnaissances par le ministère public sur le territoire de la France métropolitaine.
Pour la juriste Lisa Carayon, membre de la Cimade et du Gisti, la première disposition vise spécifiquement les hommes étrangers, qui reconnaîtraient un enfant français : « l’exigence d’un document d’identité et d’une preuve de domicile étant spécialement difficile à remplir lorsqu’ils sont en situation irrégulière ». Trois alinéas ont ainsi été ajoutés à l’article 316 du Code civil :
« […] L’acte de reconnaissance est établi sur déclaration de son auteur, qui justifie :

1º De son identité par un document officiel délivré par une autorité publique comportant son nom, son prénom, sa date et son lieu de naissance, sa photographie et sa signature ainsi que l’identification de l’autorité qui a délivré le document, la date et le lieu de délivrance ;

2º De son domicile ou de sa résidence par la production d’une pièce justificative datée de moins de trois mois. Lorsqu’il n’est pas possible d’apporter la preuve d’un domicile ou d’une résidence et lorsque la loi n’a pas fixé une commune de rattachement, l’auteur fournit une attestation d’élection de domicile dans les conditions fixées à l’article L. 264-2 du code de l’action sociale et des familles. […] »
— Article 316 du Code civil
La deuxième disposition est introduite par la création des articles 316-1 à 316-5 du Code civil, contenant des dispositions similaires aux articles 2499-1 à 2499-5 (ceux-ci étant abrogés), mais étendues à tout le territoire français :
« Lorsqu’il existe des indices sérieux laissant présumer, le cas échéant au vu de l’audition par l’officier de l'état civil de l’auteur de la reconnaissance de l’enfant, que celle-ci est frauduleuse, l’officier de l’état civil saisit sans délai le procureur de la République et en informe l’auteur de la reconnaissance. […] »
— Article 316-1 du Code civil
Par rapport aux anciennes dispositions appliquées à Mayotte, le dispositif ajoute la possibilité de pratiquer une audition de la personne souhaitant faire une reconnaissance afin de détecter des « indices sérieux laissant présumer […] que celle-ci est frauduleuse », cette disposition étant similaire à celle du contrôle de la sincérité des mariages. Pour Lisa Carayon, ce « mécanisme complexe » par lequel il peut y avoir sursis à enregistrement de la reconnaissance durant deux mois, transforme la procédure de reconnaissance, d’une disposition essentiellement tournée vers l’intérêt de l’enfant (à avoir un père), à une disposition visant essentiellement la surveillance des parents. Elle note aussi le risque de profilage des pères souhaitant effectuer une reconnaissance et le peu de garanties procédurales accordées aux personnes auditionnées.

#### Reconnaissance de maternité
Le Code civil disposait originellement qu’en l’absence de reconnaissance maternelle, la filiation d’un enfant naturel n’était pas établie à l’égard de la mère et n’entrainait aucun effet juridique. La simple mention du nom de la mère dans l’acte de naissance ne suffisait pas à établir la filiation. Cependant, cette disposition ne fut pas toujours suivie, jusqu’à la jurisprudence de la Cour de cassation de 1872 qui jugea que la possession d’état conforme au titre ne pouvait suppléer à l’absence de reconnaissance. Toutefois, si la mère était nommée dans l’acte de reconnaissance du père et que celle-ci avouait, de quelque manière, sa maternité (ce qui ressemblait fortement à la possession d’état, bien qu’avant 1972 la possession d’état soit un mode d’établissement pour la filiation légitime seulement), cela valait reconnaissance.
De plus, la loi du 15 juillet 1955 reconnut la possession d’état conforme à l’acte de naissance comme preuve permettant la déclaration judiciaire de filiation maternelle naturelle.
La loi du 3 janvier 1972 sur la filiation modifia l’article 337 du Code civil :
« L’acte de naissance portant l’indication de la mère vaut reconnaissance, lorsqu’il est corroboré par la possession d’état. »
— Article 337 ancien du Code civil
L’ordonnance du 4 juillet 2005, entrée en vigueur le 1er juillet 2006, ratifiée par la loi du 16 janvier 2009, a supprimé l’obligation de reconnaissance de maternité pour les femmes non mariées. Elle reste possible au cas où le nom de la mère ne figurerait pas sur l’acte de naissance de l’enfant, spécialement dans le cas où la femme ayant accouché souhaiterait se raviser (dans un délai de deux mois) après un accouchement sous X.
Ainsi la règle régissant l’établissement de la maternité en France depuis le 1er juillet 2006 est généralement considérée (mais alors en ne tenant pas compte de la possibilité de l’accouchement sous X) comme une application du principe de droit romain Mater semper certa est : « (L’identité de) la mère est toujours certaine ». Toutefois, ce lien établi entre la filiation maternelle reposant sur le fait d’accoucher et le principe Mater semper certa est a été contesté, spécialement depuis 1978, lorsque le premier enfant a été conçu par la technique de fécondation in vitro. À noter aussi qu’une personne étrangère souhaitant prouver sa filiation maternelle, afin d’obtenir l’autorisation de séjourner en France en cas d’inexistence d’acte d’état civil ou de la non-reconnaissance de la validité d’un tel acte par les autorités diplomatiques ou consulaires, doit, en théorie, le faire par expertise génétique,.

### Québec (Canada)
En droit québécois, l'article 523 du Code civil du Québec dispose que « La filiation de l’enfant s’établit à l’égard de la mère ou du parent par le fait de lui avoir donné naissance et, à l’égard du père ou de l’autre parent, par la reconnaissance d’un lien de filiation dans la déclaration de naissance conformément aux règles prévues au présent code. À défaut de cette reconnaissance dans la déclaration de naissance, la possession constante d’état suffit. » Dans le cas d'une « procréation impliquant la contribution d'un tiers », l'article 538.1 C.c.Q. dispose que « La filiation de l’enfant issu d’un projet parental impliquant l’utilisation du matériel reproductif d’un tiers s’établit à l’égard de la mère ou du parent par le fait de lui avoir donné naissance.
Pour l’autre parent, le cas échéant, elle s’établit par la reconnaissance d’un lien de filiation dans la déclaration de naissance conformément aux règles prévues au présent code. À défaut de cette reconnaissance dans la déclaration de naissance, la possession constante d’état suffit. »

### Suisse
En Suisse, la reconnaissance de paternité est définie par l’article 252 du Code civil suisse, qui disait dans son ancienne version :

« À l’égard de la mère, la filiation résulte de la naissance.
À l’égard du père, elle est établie par son mariage avec la mère, par reconnaissance ou par jugement. »

À la suite de la votation du 26 septembre 2021 (référendum sur le mariage pour tous en Suisse), une nouvelle version est entrée en vigueur le 1er juillet 2022 :

« À l’égard de la mère, la filiation résulte de la naissance.
À l’égard de l’autre parent, elle est établie par son mariage avec la mère ou, pour autant que cela soit prévu par la loi, par reconnaissance ou par jugement. »